# 帕維諾區
59°06′47″N 46°08′14″E / 59.11306°N 46.13722°E
帕維諾區（俄语：Павинский район），是俄羅斯的一個區，位於該國西部，由科斯特羅馬州負責管轄，面積1,600平方公里，2010年該區人口5,102，人口密度每平方公里3.19人。